# Pierre (Einheit)
Pierre, der Stein, war ein Gewichtsmaß in Antwerpen. Das Maß wurde für Flachs verwendet.
- 1 Pierre = 3,761 Kilogramm

Später rechnete man mit 4 Kilogramm.